# Hemilepistus reaumuri
Hemilepistus reaumuri là một loài chân đều trong họ Agnaridae. Nó đạt chiều dài 22 mm (0,87 in) và rộng 12 mm (0,47 in), và bảy cặp chân. Loài này được mô tả trong Description de l'Égypte sau khi Pháp xâm lược Ai Cập (1798–1801), nhưng được định danh chính thức bởi Henri Milne-Edwards năm 1840 dưới tên Porcellio reaumuri. Có được chuyển danh pháp khoa học hiện tại khi phân chi Hemilepistus được nâng lên cấp chi năm 1930.

## Phân bố
Hemilepistus reaumuri số ở đồng cỏ, bán sa mạc và sa mạc của Bắc Phi, và Trung Đông, và đôi khi ở cả rìa các hồ nước mặn. Nơi này được mô tả là "sinh cảnh khô cằn nhất được chinh phục bởi động vật giáp xác".

## Hình ảnh

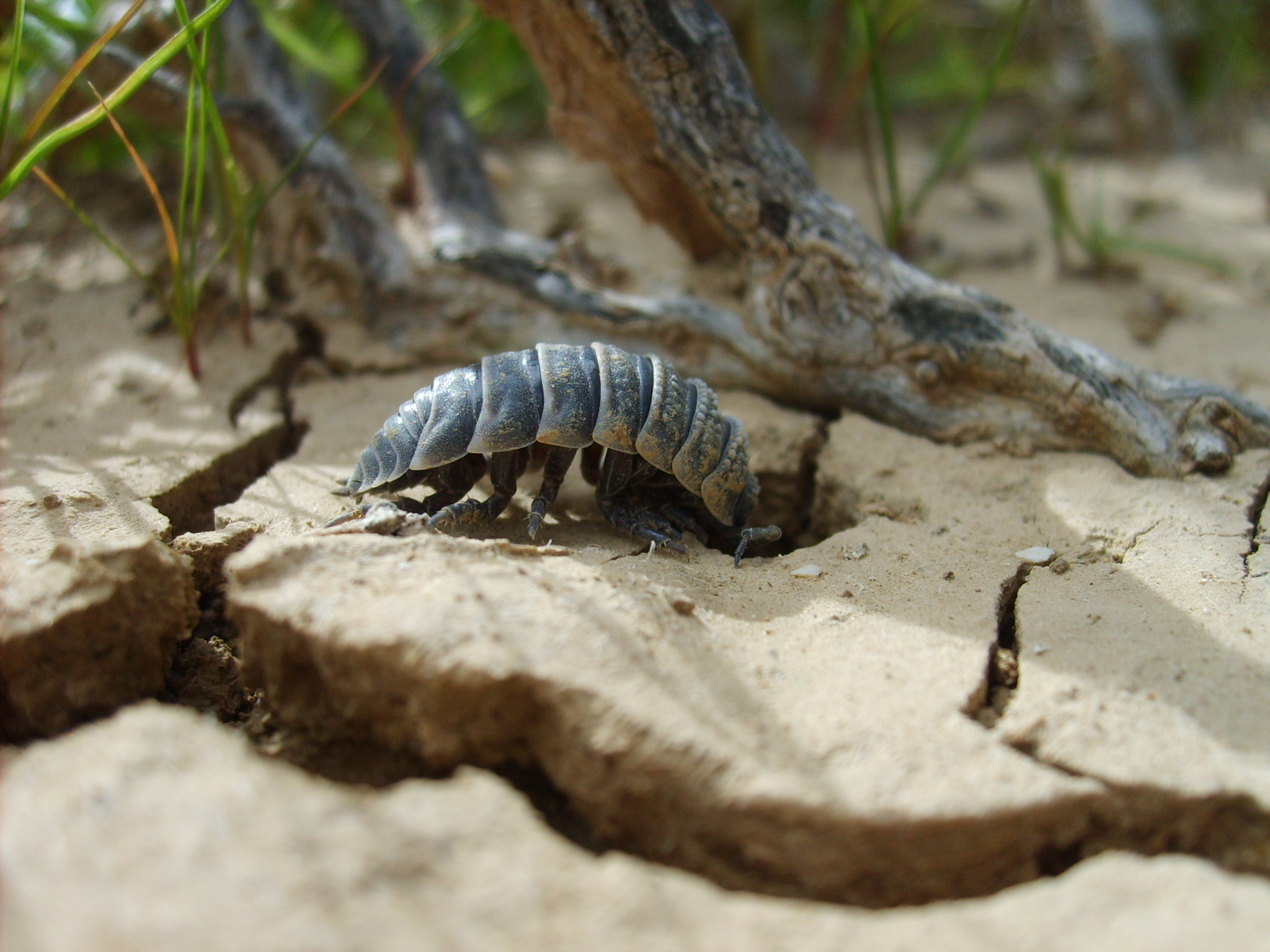
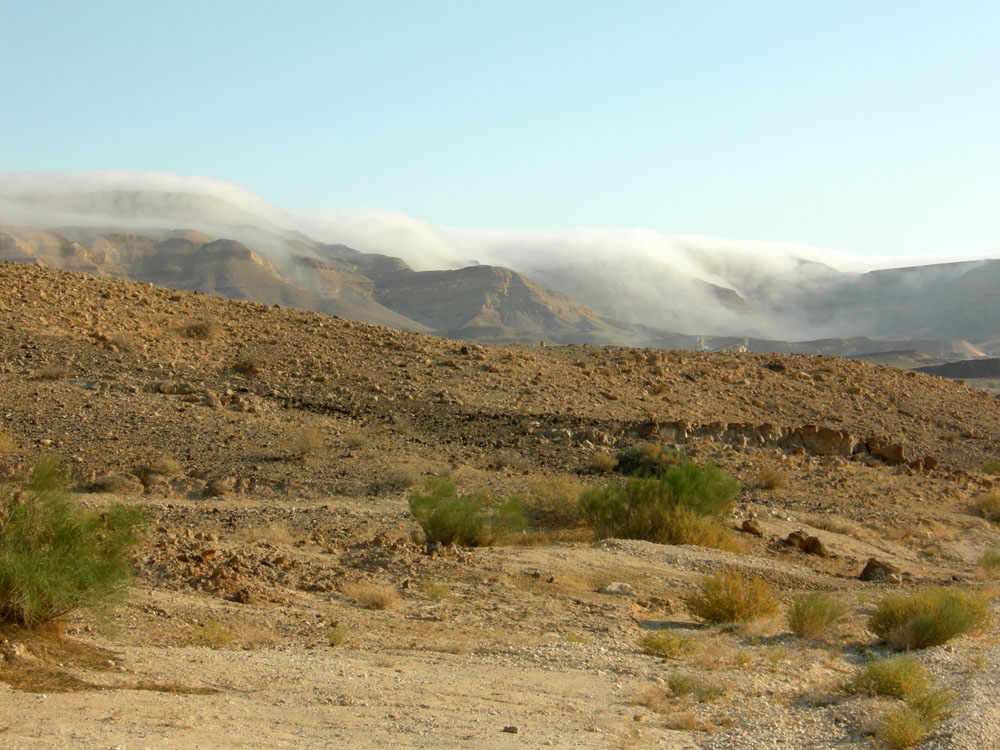
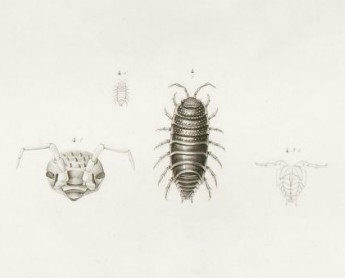